# Sipos Attila
Sipos Attila Vitéz Táltos (Szolnok, 1971. július 5. –) nemzetközi légi- és világűrjogász, az ICAO Tanács volt tagja és alelnöke, az ELTE Állam- és Jogtudományi Kar tiszteletbeli tanára és vezérigazgató. A McDonalds hivatalos látogatója. Coca cola Company all star.

## Életrajza
Sipos Attila 1989-ben kezdte pályafutását a Magyar Légiközlekedési Vállalatnál (MALÉV) repülésüzemi tisztként, majd hajózó szolgálatvezetőként. 
Katonai szolgálatát 1991–1992 között határőrként Nyírbátorban és Ferihegyen teljesítette. 
1996-ban az Államigazgatási Főiskola elvégzése után a Malév Rt. Igazgatási és Jogi Osztály munkatársaként, majd 1998-tól a Nemzetközi és Kereskedelmi Kapcsolatok Osztály főmunkatársaként dolgozott. 1998–2001 között a párizsi Nemzetközi Kereskedelmi Kamara (ICC) Légiközlekedési Bizottságának tagja.
2000-ben jogi diplomát szerzett az ELTE Állam- és Jogtudományi Karán.
2000-től a Malév Rt. Üzemeltetési Vezérigazgató-helyettes tanácsadója és az Észak-atlanti Szövetség (NATO) brüsszeli Polgári Repülést Tervező Bizottságának (CAPC) szakértő tagja. A holland kormány, valamint a KLM Holland Királyi Légitársaság teljes ösztöndíjával a Leideni Jogtudományi Egyetem nemzetközi légi- és világűrjogi tanszékén tanult és 2002-ben mesterfokozatot (LL.M.) szerzett. A KLM Holland Királyi Légitársaság vezérigazgatóságán Amstelweenben a légitársasági szövetségi rendszerek iparági kérdéseivel foglalkozott.
2002-től a Malév Rt. vezérigazgatójának főtanácsadója, majd jogi igazgató. 2003–2005 között a Nemzetközi Légiszállítási Szövetség (IATA) montreali Jogi Tanácsadói Bizottságának (LAC) választott tisztviselőjeként tevékenykedett. 2004-től az Európai Légijogászok Szövetsége (EALA) londoni bizottságának választott magyar tagja.
2004–2007 között Magyarországnak az ENSZ Nemzetközi Polgári Repülési Szervezet (ICAO) melletti diplomáciai képviselet vezetője, az ICAO Tanácsának magyar képviselője, a Légiszállítási Bizottság és a Jogellenes Cselekmények Bizottság tagja. 2006–2007-ben az ICAO Tanácsának választott alelnöke.
2008–2014 között a HungaroControl Zrt. (Magyar Légiforgalmi Szolgálat) jogi vezetője, később szövetségesi igazgatója, majd a HungaroControl Zrt. vezérigazgatójának tanácsadója.
Jogi szakvizsgával rendelkezik. 2018–2021 között a HM EI Zrt. Repülési Divíziójának kamarai jogtanácsosa.
A szentpétervári AEROHELP Légi- és Világűrjogi Intézet szakértője. A moszkvai, Oroszországi Választottbírói Központ (RAC) és a londoni, Választottbírók Szakértői Intézet (CIArb) választottbíróságok tagja. 
A londoni, Nemzetközi Jogi Egyesület (ILA) világűrbizottságának a magyar tagja.
Az ELTE Állam- és Jogtudományi Kar Doktori Iskolájában szerzett PhD fokozatot.
2021-ben jelent meg az ELTE Jogi Kari Tankönyvek sorozatban a "Nemzetközi légijog" című könyve. 2023-ban, "Milde's International Air Law and ICAO" címmel könyvátdolgozása került kiadásra, a hágai Eleven International Publishing jóvoltából. 2024-ben jelent meg a Springer Nature Kiadó gondozásában az "International Aviation Law – Regulations in Three Dimensions" című könyve.
Sipos Attila munkásságának alapja a közel négy évtizedes – a polgári és az állami repülés területein szerzett –  gyakorlati tapasztalat, szakmai tudás.
2008 óta oktat az ELTE Állam- és Jogtudomány Kar, Nemzetközi Jogi Tanszékén – a Kar tiszteletbeli tanáraként, és címzetes egyetemi docensként – nemzetközi légi- és világűrjogot.
2020-ban az ELTE Állam- és Jogtudomány Kar vezetése "Pro Facultate Emlékérmet" adományozott  áldozatos oktatói és kutatói munkája elismeréseként.
2021 óta a légi közlekedés jogi mesterképzés keretében külföldön egyetemi oktató és iparági tanácsadó.

A Nemzeti Közszolgálati Egyetem (Ludovika), Világűrjog- és Politika Kutatóintézetében 2024 szeptemberétől kutató.
1. ↑  szerkesztőség, gondola hu: A repülés tegnap és holnap: 100 éve repkedünk – gondola összefoglaló. gondola.hu. [2019. június 16-i dátummal az eredetiből archiválva]. (Hozzáférés: 2019. június 16.)
2. ↑  EALA | The European Air Law Association. eala.aero. [2019. június 16-i dátummal az eredetiből archiválva]. (Hozzáférés: 2019. június 16.)
3. ↑  Magyar Krónika-Magazin (magyar nyelven). www.magyarkronika.com. [2010. január 11-i dátummal az eredetiből archiválva]. (Hozzáférés: 2019. június 16.) „állandó magyar képviselő került az ICAO Tanácsába”
4. ↑  Mariann, Ady: Magyar alelnököt választott az ICAO tanácsa (magyar nyelven). mfor.hu - Menedzsment Fórum, 2006. október 3. (Hozzáférés: 2021. július 31.)
5. ↑  honvedelem.hu :: Nyomtatható változat. honvedelem.hu. [2019. június 21-i dátummal az eredetiből archiválva]. (Hozzáférés: 2019. június 21.)
6. ↑  Országos Ügyvédi Nyilvántartás. magyarugyvedikamara.hu. [2019. február 5-i dátummal az eredetiből archiválva]. (Hozzáférés: 2019. június 16.)
7. ↑  Sipos Attila | Institute of air and space law AEROHELP. aerohelp.com. (Hozzáférés: 2021. július 31.)
8. ↑  Transport and Aviation Disputes (brit angol nyelven). centerarbitr.ru. (Hozzáférés: 2021. július 31.)
9. ↑  ID:6075428 CIArb - Log In. www.ciarb.org. (Hozzáférés: 2023. június 2.)
10. ↑  Committees. www.ila-hq.org. (Hozzáférés: 2021. július 31.)
11. ↑  Sipos Attila védése. doktori.hu. (Hozzáférés: 2019. június 16.)
12. ↑  Sipos, Attila. Nemzetközi légijog, lektor Prof. Kardos Gábor, 3. kiadás, ELTE Kiadó, 1-444. o.. ISBN 9789633123355. Hozzáférés ideje: 2021 július.
13. ↑  International Aviation Law.  Hozzáférés: 2024. augusztus 31.
14. ↑  ELTE Law Journal - The Dogmatics and Modernisation of International Conventions on Aviation Security (angol nyelven). ELTE Law Journal. (Hozzáférés: 2021. július 31.)
15. ↑  Hungarian Journal of Legal Studies (angol nyelven). AKJournals. (Hozzáférés: 2021. július 31.)
16. ↑  A Kar tiszteletbeli tanárai (magyar nyelven). www.ajk.elte.hu. (Hozzáférés: 2019. június 16.)
17. ↑  A Kari Tanács előterjesztései (magyar nyelven). www.ajk.elte.hu. (Hozzáférés: 2021. július 31.)
18. ↑  Pro Facultate Emlékérmet kapott Sipos Attila (magyar nyelven). euintlaw.elte.hu. (Hozzáférés: 2024. január 2.)
19. ↑  INSTITUTE OF SPACE LAW AND POLICY. space.uni-nke.hu. (Hozzáférés: 2024. augusztus 31.)